# Maladie émergente
Les maladies émergentes, selon l'Office international des épizooties (OIE), sont, depuis 2006, des « infections nouvelles, causées par l'évolution ou la modification d'un agent pathogène ou d'un parasite existant. » Le caractère « nouveau » de la maladie se traduit par exemple par un changement d'hôtes, de vecteur, de pathogénicité ou de souche. On parle souvent de maladies infectieuses émergentes (MIE), et le Plan national d'adaptation au changement climatique (Pnacc) français considère qu'elles pourraient devenir plus nombreuses dans le contexte du réchauffement climatique.
Elles concernent surtout les pays en voie de développement et posent d'importants problèmes de santé publique (selon un rapport de 1997 de l'OMS, les maladies émergentes sont responsables de 33 % des décès dans le monde).
Le phénomène n'est pas récent (la syphilis ou la peste et quelques pandémies grippales ont été historiquement bien documentées), mais elles semblent en hausse rapide depuis un siècle (leur nombre a presque été multiplié par 4 en 50 ans) ; avec l'apparition des virus très pathogènes et à potentiel élevé de pandémie VIH/SIDA, Syndrome respiratoire aigu sévère (SRAS), virus de la fièvre du Nil occidental, virus Ebola, H5N1 (qui est la première à croiser les données écologiques et sanitaires à échelle planétaire, sur la base de statistiques accumulées depuis 1940), etc.
Ces maladies sont souvent aussi des maladies animales ou l'animal peut être utilisé comme modèle pour l'étude des émergences.
L’aire occupée par certains parasites et/ou leurs vecteurs potentiels (tiques, moustiques..) est également en forte augmentation, ce qui préoccupe l'OMS, la FAO et l'OIE en particulier concernant le risque de pandémie grippale lié au H5N1.
Les ports et, plus récemment, les aéroports ou les détroits se sont souvent montrés (depuis le Moyen Âge au moins) des portes fréquentes d'entrées d’épidémies ou pandémies, puis d'espèces invasives et/ou porteuses de parasites ou germes pathogènes.
On parle parfois aussi de syndrome émergent.

## Catégories
Une maladie peut être à la fois ancienne, permanente et émergente pour des variants du pathogène en question. Par exemple, la grippe est une maladie ancienne, mais celle qui est induite par le virus IA H5N1 HP est une maladie émergente.
Une maladie peut être endémique et ancienne dans une partie du monde, mais dite émergente quand elle apparaît dans une région antérieurement indemne ; par exemple, parce qu'elle est apparue pour la première fois dans l'hémisphère nord, en Europe, en août 2006, l'OIE a classé la fièvre catarrhale du mouton comme maladie émergente dans cette partie du monde.
Une maladie quasi-disparue, ou due à un retour d'un variant disparu depuis longtemps peut être ré-émergente (ex : fièvre de la vallée du Rift), ce qui peut se produire quand notre système immunitaire n'est plus capable d'y réagir correctement ou quand elle est devenue maladie nosocomiale. Exemples : les leishmanioses, ou le paludisme qui est localement devenu résistant au traitement, qui était autrefois présent en Europe, qui pourrait y revenir. On observe des évolutions « récentes et non expliquées » de la répartition de plusieurs vecteurs anophéliens.

## Histoire et augmentation de fréquence (réelles ou ressenties)
Depuis l'Antiquité, des maladies épidémiques ou « plaies », « pestes », semblent apparaître de nulle part, et laissent leur marque dans l'Histoire.
Quand, à partir de Louis Pasteur, et plus encore après la grippe espagnole, les mécanismes infectieux et pandémiques sont mieux cernés, on comprend que l'augmentation des voyages est une source de diffusion de nouveaux agents infectieux.
En 1930, le bactériologiste français Charles Nicolle écrivait « Il y aura des maladies infectieuses nouvelles … qui apparaîtront comme Minerve apparut, sortie tout armée du cerveau de Jupiter… Pour qu'on la reconnaisse plus vite, il faudrait que l'infection nouvelle soit… douée d'un pouvoir marqué de contagiosité, telle autrefois la syphilis à son débarquement en Europe ».
Le même Nicolle, ainsi que le grand public estimaient en 1935 que « la fièvre méditerranéenne est, sans doute, le meilleur exemple que nous puissions donner d'une maladie d'origine récente ; ce n'est pas le seul. On peut avancer avec vraisemblance que la méningite cérébrospinale a fait son apparition, vers la même époque sans doute, dans les régions septentrionales de l'Europe. La coqueluche n'est point, non plus, très ancienne. Il y a probablement du vrai dans l'opinion vulgaire qui fait de l'appendicite une maladie récente ».
Le cadre sémiologique de « maladie émergente » est créé aux États-Unis au début des années 1990 en réponse à une demande de l’État fédéral américain saisi par l'apparition de maladies infectieuses qualifiées de « nouvelles ». Stephen Morse et Joshua Lederberg vont utiliser pour la première fois le terme. Le concept de l'émergence de pathologies nouvelles sera pris en compte par la communauté scientifique européenne quelques années plus tard avec la création d'équipes spécialisées sur cette nouvelle thématique des maladies émergentes, et de financements destinés à la recherche.
Les premiers résultats du projet EDENext (Emerging disease in a changing European environment), qui s'intéresse notamment aux tandems vecteurs-agents pathogènes, confirment une augmentation de fréquence des apparitions de maladies infectieuses émergentes (MIE) : en 10 ans, de 1940 à 1950, une vingtaine de tels événements ont été enregistrés, alors qu'il y en a eu plus de 80 dans la décennie 1980-1990.

## Aspects écoépidémiologiques
Ces maladies concernent souvent à la fois l'homme et l'animal, y compris les animaux aquatiques (avec un risque accru lié au développement de la pisciculture et des transports intercontinentaux de crustacés, poissons ou coquillages). En Europe, en cas d'apparition d'une maladie émergente dans une pisciculture, l'État membre concerné doit mettre en œuvre les mesures nécessaires afin d'éviter la propagation de cette maladie et informer la Commission et les autres États membres de la situation. (Le cas échéant, la liste des maladies est modifiée en conséquence).
Le concept d'émergence épidémiologique s'applique plus généralement aux espèces invasives et également au monde végétal, avec d'une part des spécificités et d'autre part des parallèles, par rapport à la manière dont il se traduit chez l'animal ou chez l'homme. En fait, une réflexion générique sur la problématique de l’émergence épidémiologique pourrait être menée, selon le Dr Jacques Barnouin (INRA), dans le cadre d’un consortium multidisciplinaire via une stratégie consistant à effectuer, à partir d’un consensus international, des recherches portant sur un très petit nombre de pathosystèmes modèles considérés comme aptes à être à la base d’une émergence « structurelle » (innovation épidémiologique liée au fonctionnement de la coévolution d’espèces). Cette « mobilisation » sur un agent pathogène — ou un cortège d’agents pathogènes — pourrait être l’occasion de faire progresser l’épidémiologie dans son ensemble, à l’instar de ce qui a été réalisé en génétique via les organismes modèles Arabidopsis thaliana ou Drosophila melanogaster.
Une étude mondiale sur les maladies émergentes humaines, publiée dans Nature en février 2008 a montré que :
- les maladies émergentes (ou ré-émergentes[14]) récentes sont presque toutes des zoonoses (maladies pouvant à la fois toucher l’homme et l’animal) ;
- le nombre d'apparition de ces maladies a presque été multiplié par 4 depuis 50 ans ;
- leurs apparitions sont nettement plus fréquentes depuis 25 ans (depuis les années 1980) ;
- la nosocomialité augmente également : les cas de virus (ou autres pathogènes) et leurs vecteurs résistants respectivement aux médicaments et aux pesticides sont en nette augmentation ; C’est le cas d’environ 20 % des 335 maladies émergentes étudiées, qui sont d’anciennes maladies (réémergentes), mais antibiorésistantes, dont la tuberculose) ;
- 54,3 % des M.E sont causées par des bactéries et rickettsia ;
- dans les années 1980, les maladies transmises par des insectes (moustiques, punaises) ou acariens (tiques) ont connu une nette augmentation, peut-être en raison des changements climatiques ou de modifications de leurs habitats (dans le même temps, de même que les microbes s’adaptant aux antibiotiques, de nombreux insectes se sont adaptés à certains insecticides) ;
- 60,3 % de ces nouvelles maladies étaient des zoonoses (transmises à l’homme par un animal) ;
- et plus de 71 % de ces zoonoses avaient un animal sauvage comme origine ;
- les maladies émergentes ont été beaucoup plus nombreuses depuis les années 1980, probablement en raison du SIDA (et de la déficience immunitaire qu’il occasionne), mais aussi en raison de la croissance exponentielle des transports longue distance, par avion et bateau notamment.

### Géographie du risque
L'étude publiée début 2008 par Nature s'est appuyée sur :
- une carte de danger ; celle des 335 foyers de maladie émergente (zoonoses uniquement) repérés de 1940 à 2005. Dans le monde, et du point de vue du nombre des émergences récentes, c'est en Europe, la zone allant du Kent à l'Allemagne en passant par la Belgique et le Nord de la France qui a été la plus exposée et qui constitue un Hotspot (point chaud). La France - comme pour les espèces invasives - est une zone à haut risques, car très bien desservies par des aéroports et portes en lien avec le monde entier, et traversées de nombreux axes de transport ; c'est le « seul pays d’Europe à avoir une façade à la fois sur la Mer du Nord, la Manche, l’Atlantique et la Méditerranée ; pour un total de 5 500 km de côtes »[15],[16]. Cette position de carrefour géographique "multimodal" et un climat tempéré sont très propice à l'introduction d'espèces et au risque d'invasivité. Une régression de la biodiversité peut encourager les invasions biologiques en libérant des niches écologiques pour les espèces invasives ;
- quatre cartes de risque, qui identifient des « hot-spots » (zones à haut risque).

Ces cartes de risques sont faites à partir de l’analyse des lieux et conditions d’apparition de ces maladies, et à partir de modèles informatiques prenant en compte les corrélations observées entre apparition de maladies émergentes et :
- activité humaine ;
- densité de population et/ou changement de population humaine ;
- latitude ;
- pluviométrie ;
- degré de richesse en biodiversité « sauvage ».

L’étude conclut que si l'Europe occidentale et la côte est des États-Unis forment une zone de forte émergence depuis 50 ans, selon les modèles écoépidémiologiques, c'est dans les pays tropicaux que le risque grandit le plus aujourd'hui (Asie du Sud et de l'Est, Afrique équatoriale) en raison des comportements humains et de l'accroissement exponentiel de la population dans ces zones. Si les cartes pointent l'Europe comme zone à haut risque, en données corrigées (zones tropicales à surpondérer car moins surveillées ; on n'y a probablement pas détecté certaines épidémies de ce type), les « points chauds », les pays les plus à risque, seraient peut-être ceux de l'Afrique subsaharienne, l’Inde et la Chine. L'Asie du Sud et du sud-est sont deux zones à haut risque de début d’épidémie en raison d’une population dense et croissante, d’un mode de vie favorisant la promiscuité entre homme/animaux domestiques/animaux sauvages et d’une pression forte sur la forêt récente en Asie du Sud-Est et Amérique du Sud, et déjà plurimillénaire en Chine). De plus les voyages augmentent de manière exponentielle dans ces pays.
Des zones à haut risque, mais plus petites en surface (et a priori mieux équipées en moyens de détection précoce et de soins) existent aussi en Europe et en Amérique du Nord.

### Hypothèses explicatives
1. L’Homme en voyageant et plus encore en colonisant de nouveaux milieux, ou en chassant, entre de plus en plus en contact avec une faune sauvage qui lui est immunitairement « étrangère ». Il prend contact avec de nouveaux parasites qu’il peut contribuer à diffuser, y compris via ses animaux domestiques (dont chiens et chats véhiculant par exemple des tiques, elles-mêmes porteuses de 3 ou 4 maladies dont la maladie de Lyme, ou des rickettsies par exemple). 
Les mammifères, génétiquement et physiologiquement plus proches de nous, seraient statistiquement les premières sources de risque, mais on sait que les oiseaux en sont une autre pour certaines maladies, dont la grippe, que beaucoup de mammifères peuvent aussi contracter et diffuser, dont pour certains variants. Ainsi les chiens, chats, cochons et chevaux, proches de l’homme, sont sensibles à de nombreux virus grippaux).
2. Les humains et leurs animaux d’élevage et de compagnie circulent de plus en plus, et de plus en plus vite.
3. La généralisation des antibiotiques dans les soins vétérinaires ou humains, voire localement dans la nourriture animale, a favorisé l’émergence de souches nosocomiales — au même titre, paradoxalement, que certaines formes d’hygiène (selon Peter Daszak, certaines souches mortelles de bactéries communes E. coli se sont répandues largement et très vite via des produits tels que des légumes crus désinfectés dans de grandes unités agroalimentaires centralisées qui diffusent ensuite leur produit à grande distance. Ces maladies pourraient être un des prix à payer des formes actuelles du développement physiquement mondialisé, estime le Dr Daszak).
4. En détruisant et fragmentant les derniers milieux à haute naturalité, nous repoussons toujours plus la faune sauvage dans des territoires de plus en plus exigus, où leur promiscuité et la perte de diversité génétique favorisent les pathogènes et la contagion, alerte le Dr Marc Levy[17].

Quand ces 4 facteurs sont réunis, le risque d'apparition et diffusion brutale d’un pathogène devenu ou susceptible de rapidement devenir nosocomial devient très élevé.
De même, concernant les maladies transmissibles au bétail et aux volailles, les zones d’élevage industriel qui seraient aussi des carrefours portuaires et aéroportuaires sont des zones à risque d’apparition et/ou diffusion de pandémie selon l’OMS, la FAO et l’OIE (par exemple pour le H5N1).
Les laboratoires pratiquant l'expérimentation animale sont aussi à risque quand ils importent des animaux sauvages ou venant de régions à risque.

### Pistes de solutions
Une veille sanitaire mondiale pour une détection rapide est une première nécessité, manifestée par les États-Membres de l'Organisation mondiale de la Santé (OMS) dans une résolution de 1995 (de l'Assemblée mondiale de la Santé) qui a instamment demandé à tous les États-Membres de renforcer la surveillance des maladies infectieuses afin de détecter rapidement les maladies réémergentes et d'identifier les maladies infectieuses nouvelles.
Pour ce faire, l'OMS construit un « réseau des réseaux » regroupant les laboratoires et de centres médicaux de niveau local, régional, national et international en un super-réseau, mondial, de surveillance. Il est en construction, avec les 191 États-Membres de l'OMS et d'autres partenaires, et inclut le « groupe spécial Union européenne - États-Unis sur les maladies transmissibles émergentes » et le programme d'action commun États-Unis-Japon.
C'est un des domaines de coopération des pays membres du G-7/G-8 (affiché aux Sommets de Lyon en 1996 et de Denver en 1997). Le Règlement sanitaire international (RSI) a été révisé pour inclure la dimension armes biologiques, en collaboration avec le Groupe spécial d'États-parties à la Convention sur l'interdiction des armes biologiques.
Le réseau mondial d'information en santé publique (GPHIN), système de veille électronique géré par Santé Canada en est une des briques, comme le sont la Croix Rouge, le Croissant Rouge, Médecins sans Frontières, Medical Emergency Relief International (Merlin) et diverses missions opérant dans les pays émergents.
Plusieurs chercheurs, dont le Dr Kate Jones coautrice de l’étude de Nature insiste sur le fait que la biodiversité et sa gestion conservatoire et restauratoire sont des moyens de limiter le risque d’épidémie et pandémies. Il faut aussi limiter et surveiller les intrusions humaines (autres que populations autochtones anciennes) dans les zones de haute biodiversité.
L’OMS, la FAO et l’OIE encouragent à mieux préserver les élevages des contacts avec les oiseaux et mammifères sauvages, et à mieux surveiller les maladies (surveillance humaine, vétérinaire + écoépidémiologie).
Le Dr Peter Daszak (Wildlife Trust), coauteur de l’étude mondiale appelle à une surveillance intelligente, en amont, c’est-à-dire dans les hotspot de risque, visant les personnes et animaux à risque. Ceci permettrait selon lui de bloquer les épidémies avant même qu’elles ne s’étendent.

## Aspects évolutifs
À la base de l'émergence, il y a souvent un processus de biologie de l'évolution : un nouveau variant microbien apparaît (on parle souvent de mutant), qui a des propriétés nouvelles lui permettant de se propager.
Cette idée se retrouve déjà chez Pasteur qui écrit : « Qu'est-ce qu'un organisme microscopique inoffensif pour l'homme ou pour tel animal déterminé? C'est un être qui ne peut se développer dans notre corps ou dans le corps de cet animal; mais rien ne prouve que, si cet être microscopique venait à pénétrer dans une autre des mille et mille espèces de la création, il ne pourrait l'envahir et la rendre malade. Sa virulence, renforcée alors par des passages successifs dans les représentants de cette espèce, pourrait devenir en état d'atteindre tel ou tel animal de grande taille, l'homme ou certains animaux domestiques. Par cette méthode, on peut créer des virulences et des contagions nouvelles. Je suis très porté à croire que c'est ainsi qu'ont apparu, à travers les âges, la variole, la syphilis, la peste, la fièvre jaune, etc., et que c'est également par des phénomènes de ce genre qu'apparaissent, de temps à autre, certaines grandes épidémies, celles de typhus, par exemple, que je viens de mentionner ».
Un des exemples classiques d'une telle émergence évolutive est celui lié à l'épidémie de virus Chikungunya à la Réunion en 2004-2006. L'ampleur de cette épidémie a en effet été liée à l'émergence d'un variant mutant du virus possédant un acide aminé différent lui conférant une meilleure adaptation au moustique tigre Aedes albopictus.
Un autre exemple classique est celui de la propagation de souches bactériennes antibiorésistantes. Dans ce cas, le processus évolutif (acquisition d'une résistance à un ou plusieurs antibiotiques) permet la propagation du variant.
Si on remonte assez loin dans le temps, toutes les maladies infectieuses humaines ont à un moment été des maladies émergentes avec en général une origine zoonotique. Wolfe et al. distinguent 5 stades dans l'adaptation des agents microbiens à l'homme. Dans le premier stade, l'agent ne peut en aucun cas infecter l'homme. Au stade 2, il peut infecter des hommes mais ne peut quasiment pas se transmettre d'homme à homme (par exemple le virus de la rage). Au stade 3, il peut se transmettre mais cause des épidémies limitées car son taux de reproduction de base est strictement inférieur à 1 (par exemple le virus de la grippe aviaire). Au stade 4, il peut causer des épidémies majeures mais il n'est pas spécifique à l'homme (par exemple le virus de la dengue). Enfin, au stade 5, le pathogène ne peut infecter que l'homme, comme le VIH.

## Exemples de maladies infectieuses émergentes
Parmi celles qui sont jugées préoccupantes pour leur gravité en terme sanitaire et/ou pour l'importance de leurs impacts sociaux-économiques potentiels, on trouve par exemple (ordre alphabétique) :
- Chikungunya
- Covid-19, MERS et SRAS (maladies à coronavirus)
- Ebola (virus)
- Fièvre de la vallée du Rift (virus)
- Fièvre catarrhale ovine (FCO ; maladie de la langue bleue)
- Grippe aviaire (virus)
- Maladie de Lyme (bactérie)
- Maladie de Newcastle (virus),
- Maladie de la vache folle et Chronic wasting desease (CWD) chez les cervidés d'Amérique du Nord (maladies à prions)
- Marburg (virus)
- Peste des petits ruminants
- Peste porcine africaine (virus)
- Phlébovirus se développant aux États-Unis, cousin d'un phlébovirus récemment identifié en Chine[24].
- Sida (VIH)
- Syndrome pulmonaire à hantavirus
- Syndrome de fièvre sévère avec thrombocytopénie
- Ulcère de Buruli (Mycobacterium ulcerans)
- Virus du Nil occidental (virus)

## Causes et facteurs aggravants
Tout contexte d’instabilité écologique, paysagère, environnementale ou sociale (guerre, déplacements de réfugiés, appauvrissement de populations, etc.) peut favoriser une maladie émergente ou sa diffusion.
Les facteurs suivants semblent compter parmi les premières causes de prolifération des maladies infectieuses.
- promiscuité ; La promiscuité entre les personnes et les animaux domestiques et/ou sauvages, et la promiscuité entre animaux domestiques et animaux sauvages, qui augmentent avec la mondialisation des transports et des échanges sont un facteur de contagion ;

- érosion de la biodiversité ; (incluant le recul des prédateurs);

- Changements climatiques : ils favorisent la propagation des agents pathogènes émergents ou classiques à travers le monde ; des années 1970 à 2000[25] les isogéothermes (lignes marquant sur les cartes une température moyenne donnée) se sont rapprochées des pôles à raison de 56 kilomètres par décennie, offrant de nouveaux milieux à coloniser pour les pathogènes des zones chaudes. De la même manière certains pathogènes colonisent de nouveaux milieux (moins froids) en altitude. L'OMS et l'OIE craignent une diffusion accrue de zoonoses transmissibles à l'homme. En 2008, les craintes de 126 pays interrogés par l'OIE portaient sur 3 zoonoses (fièvre catarrhale ovine (dite maladie de la langue bleue), fièvre de la vallée du Rift et virus du Nil occidental, mais de nombreux autres pathogènes (grippaux notamment avec H5N1 et H1N1 sont potentiellement concernés)[26].
- L’introduction d’espèces exotiques pathogènes ou elles-mêmes porteuses de microbes ou parasites (ex : rat + peste au Moyen Âge en Europe):

- Perturbation du cycle de l'eau. Par exemple, la perturbation du rôle hydrique des forêts, ou leur drainage (en modifiant les points d’accès à l’eau pour la faune) intervient également dans la propagation de pathogènes. Le recul ou la disparition des prédateurs carnivores rend les animaux beaucoup plus sensibles au parasitisme et aux maladies (les animaux malades ne sont plus mangés en premier comme ils l'étaient autrefois). Les zones humides sont connectées entre elles par la trame bleue et/ou les corridors de migration aviaire Assécher une zone humide peut conduire une population animale à émigrer vers un autre habitat, éventuellement avec des pathogènes qui ont profité du stress occasionné par le drainage. Ou parfois ce sont les populations humaines qui doivent aller chercher de l'eau dans des zones plus à risque de contact avec de « nouvelles » maladies. Elles font l'attention de la veille écoépidémiologique[27].
- Une modification importante du couvert végétal et de l’utilisation du sol. En particulier la déforestation, mais aussi la fragmentation croissantes des forêts, accompagnées d’une intensification de l’urbanisation et de l’agriculture et d’une modification des usages de l’eau mettent brutalement en contact des pathogènes autrefois isolés en forêt, sans le sol ou les sédiments, etc. avec des groupes humains qui n’y avaient jamais été exposés et qui vivent dans des conditions de promiscuité et/ou de déplacement favorisant la contagion. La disparition du couvert forestier est facteur de stress pour certains microbes et organismes (cf. rayonnement UV mutagène, déshydratation de l'air, incendies, etc.

Ce processus est connu depuis longtemps en forêt tropicale (ex : SIDA, Ebola, etc.), mais il pourrait également être important en forêt tempérée. Par exemple, l’échinococcose est principalement portée par un campagnol qui pullule en moyenne montagne dans les milieux ouverts non densément bocagés autour des forêts fragmentées où ses prédateurs sont moins nombreux (et en voulant empoisonner les campagnols, on a souvent aussi empoisonné leurs prédateurs). 
Quand on a pourchassé les renards, ces animaux territoriaux ont profité des "vides" laissés par les campagnes d'éradication pour circuler beaucoup plus loin et plus vite.. en transportant la rage très rapidement à travers l'Europe.
On a récemment montré que la maladie de Lyme, transmise par les tiques, dans le Nord-Est des États-Unis a énormément augmenté en profitant du morcellement des forêts qui a favorisé le développement de deux espèces qui portent et véhiculent ce parasite, tout en défavorisant leurs prédateurs. La souris à pattes blanches (Peromyscus leucopus) et le cerf de Virginie prolifèrent dans les paysages forestiers fragmentés. On a montré en Amérique du Nord que plus le morcellement est important et plus les fragments sont petits ; plus la souris est présente et plus le taux d’individus porteurs de tiques augmente, et plus le taux de tique porteuses du parasite est élevé. Ces deux espèces sont adaptées aux lisières et elles ont moins de prédateurs dans ces paysages. Dans les grands massifs de forêt non fragmentés par des routes (là où elles ont subsisté), les tiques ne pullulent pas et sont moins porteuses de la maladie de Lyme).
Un des défis de la recherche est une meilleure pluridisciplinarité entre épidémiologistes et écologues et spécialistes des sciences sociales.

## Veille
La bonne gestion de crise sanitaire implique une veille dans le domaine écoépidémiologique et écologique et une réactivité optimale.
L'OIE, l'OMS et l'ONU soutiennent une veille permanente, et un programme "Glews" (Global early warning system) aidant notamment les 10 pays d'Afrique et 10 pays d'Asie les plus atteints par la grippe aviaire" (virus H5N1).
Dans le monde, une tendance semble prospectivement se dessiner avec le développement de la surveillance syndromique.
La Commission européenne a pour sa part déjà créé un Comité scientifique sur les risques émergents et nouvellement identifiés pour la santé (SCENIHR) et soutient un projet "Eden" (Emerging Diseases in a changing European Environment) avec 48 partenaires dans 24 pays pour étudier, décrire et quantifier les impacts des agents pathogènes/vecteurs et leurs relations avec les modifications écopaysagères et socioculturelles. Eden doit s'appuyer sur la télédétection, la modélisation épidémiologique, mais aussi les sciences de l'écologie et biodiversité) pour décrire, modéliser et surveiller le fonctionnement des maladies émergentes en Europe.
Par ailleurs, les autorités de santé animale de Belgique (CERVA-CODA) ont mis en place en 2010, à travers un concept et une application informatique créés par la recherche agronomique française (INRA), un système d'information épidémiologique (émergences2) destiné à la veille sur les maladies animales émergentes. Ce système, qui peut concerner la faune domestique et sauvage, fonctionne via Internet et permet d'apparenter, automatiquement et en temps réel, puis d'expertiser les cas cliniques d'origine indéterminée semblant relever d'un même processus étiologique et susceptibles, à ce titre, de signer l'émergence d'une maladie. Il s'agit, à travers émergences2, d'instituer une "veille sanitaire ouverte et interactive", presque collaborative aidant à la détection précoce et donc à l'alerte précoce d'une maladie ou d'un syndrome émergent.

#### Thèses soutenues
- Boyard, C. 2007. Facteurs environnementaux de variation de l'abondance des tiques Ixodes ricinus dans des zones d'étude modèles en Auvergne. Thèse de doctorat d'université Blaise-Pascal, Clermont-Ferrand II.
- Staszewski, V. 2007. Écologie et interactions hôte-parasites: cas du système oiseaux de mer - tique Ixodes uriae - agent de la maladie de Lyme Borrelia burgdorferi. Thèse de doctorat d’université Paris-VI.